# George Murray (general)
George Murray, född den 6 februari 1772 i Perth, Skottland, död den 28 juli 1846, var en brittisk militär och politiker.
Murray deltog med utmärkelse i kriget mot Napoleon, bland annat 1801 i Egypten och 1807 i lord Cathcarts anfall på Köpenhamn, samt var generalkvartermästare under sir John Moore i dennes expedition till Sverige 1808. 
Han innehade sedan samma befattning under Wellington i dennes fälttåg på Pyreneiska halvön och blev 1812 generalmajor. Han erhöll 1813 knightvärdighet, var 1814 guvernör i Kanada och utmärkte sig vid dess försvar mot Förenta staterna. 
Åren 1828-1830 var Murray kolonialminister i Wellingtons ministär samt tillhörde 1834–1835 och 1841–1846 som generalfälttygmästare Peels första och andra ministär. År 1841 blev han general. Murray utgav "Letters and Despatches of John Churchill, First Duke of Marlborough" (1845–1846).